# Yello/Diskografie
Diese Diskografie ist eine Übersicht über die musikalischen Werke des Schweizer Elektropop-Duos Yello. Den Quellenangaben zufolge hat es bisher mehr als zwölf Millionen Tonträger verkauft. Seine erfolgreichste Veröffentlichung ist das Album Flag mit über 340.000 verkauften Einheiten.

## Alben

### Studioalben
| Jahr | Titel                               | Höchstplatzierung, Gesamtwochen, AuszeichnungChartplatzierungen (Jahr, Titel, Platzierungen, Wochen, Auszeichnungen, Anmerkungen) | Höchstplatzierung, Gesamtwochen, AuszeichnungChartplatzierungen (Jahr, Titel, Platzierungen, Wochen, Auszeichnungen, Anmerkungen) | Höchstplatzierung, Gesamtwochen, AuszeichnungChartplatzierungen (Jahr, Titel, Platzierungen, Wochen, Auszeichnungen, Anmerkungen) | Höchstplatzierung, Gesamtwochen, AuszeichnungChartplatzierungen (Jahr, Titel, Platzierungen, Wochen, Auszeichnungen, Anmerkungen) | Höchstplatzierung, Gesamtwochen, AuszeichnungChartplatzierungen (Jahr, Titel, Platzierungen, Wochen, Auszeichnungen, Anmerkungen) | Anmerkungen                              |
| Jahr | Titel                               | DE | AT | CH | UK | US | Anmerkungen                              |
| ---- | ----------------------------------- | --- | --- | --- | --- | --- | ---------------------------------------- |
| 1980 | Solid Pleasure                      | — | — | — | — | — | Erstveröffentlichung: 1980               |
| 1981 | Claro que si                        | — | — | — | — | — | Erstveröffentlichung: 22. September 1981 |
| 1984 | You Gotta Say Yes to Another Excess | DE26 (13 Wo.)DE | — | CH13 (10 Wo.)CH | UK65 (2 Wo.)UK | US184 (4 Wo.)US | Erstveröffentlichung: 15. Januar 1984    |
| 1985 | Stella                              | DE6 Gold · (34 Wo.)DE | AT23 (6 Wo.)AT | CH1 (18 Wo.)CH | UK92 (1 Wo.)UK | — | Erstveröffentlichung: 29. Januar 1985    |
| 1987 | One Second                          | DE11 (21 Wo.)DE | AT6 (14 Wo.)AT | CH4 Gold · (18 Wo.)CH | UK48 (3 Wo.)UK | US92 (10 Wo.)US | Erstveröffentlichung: 26. April 1987     |
| 1988 | Flag                                | DE11 Gold · (17 Wo.)DE | AT12 Gold · (6 Wo.)AT | CH3 (14 Wo.)CH | UK56 Silber · (7 Wo.)UK | US152 (9 Wo.)US | Erstveröffentlichung: 30. Oktober 1988   |
| 1991 | Baby                                | DE6 (18 Wo.)DE | AT1 (11 Wo.)AT | CH5 (15 Wo.)CH | UK37 (2 Wo.)UK | — | Erstveröffentlichung: 15. Juni 1991      |
| 1994 | Zebra                               | DE34 a (10 Wo.)DE | — | CH4 Platin · (15 Wo.)CH | — | — | Erstveröffentlichung: 16. Oktober 1994   |
| 1997 | Pocket Universe                     | DE17 (10 Wo.)DE | AT21 (6 Wo.)AT | CH7 (13 Wo.)CH | — | — | Erstveröffentlichung: 23. Februar 1997   |
| 1999 | Motion Picture                      | DE23 a (5 Wo.)DE | — | CH13 (7 Wo.)CH | — | — | Erstveröffentlichung: 25. Oktober 1999   |
| 2003 | The Eye                             | DE20 a (2 Wo.)DE | — | CH16 a (5 Wo.)CH | — | — | Erstveröffentlichung: 3. November 2003   |
| 2009 | Touch Yello                         | DE4 (13 Wo.)DE | AT35 (4 Wo.)AT | CH1 Gold · (24 Wo.)CH | — | — | Erstveröffentlichung: 2. Oktober 2009    |
| 2016 | Toy                                 | DE2 (6 Wo.)DE | AT16 (2 Wo.)AT | CH1 (11 Wo.)CH | UK84 (1 Wo.)UK | — | Erstveröffentlichung: 30. September 2016 |
| 2020 | Point                               | DE6 (6 Wo.)DE | AT5 (3 Wo.)AT | CH1 (11 Wo.)CH | — | — | Erstveröffentlichung: 28. August 2020    |

grau schraffiert: keine Chartdaten aus diesem Jahr verfügbar

### Livealben
| Jahr | Titel          | Höchstplatzierung, Gesamtwochen, AuszeichnungChartplatzierungen (Jahr, Titel, Platzierungen, Wochen, Auszeichnungen, Anmerkungen) | Höchstplatzierung, Gesamtwochen, AuszeichnungChartplatzierungen (Jahr, Titel, Platzierungen, Wochen, Auszeichnungen, Anmerkungen) | Höchstplatzierung, Gesamtwochen, AuszeichnungChartplatzierungen (Jahr, Titel, Platzierungen, Wochen, Auszeichnungen, Anmerkungen) | Höchstplatzierung, Gesamtwochen, AuszeichnungChartplatzierungen (Jahr, Titel, Platzierungen, Wochen, Auszeichnungen, Anmerkungen) | Höchstplatzierung, Gesamtwochen, AuszeichnungChartplatzierungen (Jahr, Titel, Platzierungen, Wochen, Auszeichnungen, Anmerkungen) | Anmerkungen                            |
| Jahr | Titel          | DE | AT | CH | UK | US | Anmerkungen                            |
| ---- | -------------- | --- | --- | --- | --- | --- | -------------------------------------- |
| 2017 | Live in Berlin | DE38 (2 Wo.)DE | — | — | — | — | Erstveröffentlichung: 3. November 2017 |

### Kompilationen
| Jahr | Titel                                             | Höchstplatzierung, Gesamtwochen, AuszeichnungChartplatzierungen (Jahr, Titel, Platzierungen, Wochen, Auszeichnungen, Anmerkungen) | Höchstplatzierung, Gesamtwochen, AuszeichnungChartplatzierungen (Jahr, Titel, Platzierungen, Wochen, Auszeichnungen, Anmerkungen) | Höchstplatzierung, Gesamtwochen, AuszeichnungChartplatzierungen (Jahr, Titel, Platzierungen, Wochen, Auszeichnungen, Anmerkungen) | Höchstplatzierung, Gesamtwochen, AuszeichnungChartplatzierungen (Jahr, Titel, Platzierungen, Wochen, Auszeichnungen, Anmerkungen) | Höchstplatzierung, Gesamtwochen, AuszeichnungChartplatzierungen (Jahr, Titel, Platzierungen, Wochen, Auszeichnungen, Anmerkungen) | Anmerkungen                              |
| Jahr | Titel                                             | DE | AT | CH | UK | US | Anmerkungen                              |
| ---- | ------------------------------------------------- | --- | --- | --- | --- | --- | ---------------------------------------- |
| 1992 | Essential                                         | DE34 (10 Wo.)DE | — | CH14 (5 Wo.)CH | — | — | Erstveröffentlichung: 28. September 1992 |
| 2010 | Yello by Yello – The Singles Collection 1980–2010 | DE24 (2 Wo.)DE | — | CH14 (10 Wo.)CH | — | — | Erstveröffentlichung: 5. November 2010   |
| 2021 | 40 Years                                          | DE6 (3 Wo.)DE | AT16 (1 Wo.)AT | CH5 (4 Wo.)CH | — | — | Erstveröffentlichung: 30. April 2021     |
| 2021 | Jungle Bill – Reborn in Vinyl                     | — | — | CH60 (1 Wo.)CH | — | — | Erstveröffentlichung: 29. Oktober 2021   |

Weitere Kompilationen
- 1995: Essential Christmas

### Remixalben
| Jahr | Titel                            | Höchstplatzierung, Gesamtwochen, AuszeichnungChartplatzierungen (Jahr, Titel, Platzierungen, Wochen, Auszeichnungen, Anmerkungen) | Höchstplatzierung, Gesamtwochen, AuszeichnungChartplatzierungen (Jahr, Titel, Platzierungen, Wochen, Auszeichnungen, Anmerkungen) | Höchstplatzierung, Gesamtwochen, AuszeichnungChartplatzierungen (Jahr, Titel, Platzierungen, Wochen, Auszeichnungen, Anmerkungen) | Höchstplatzierung, Gesamtwochen, AuszeichnungChartplatzierungen (Jahr, Titel, Platzierungen, Wochen, Auszeichnungen, Anmerkungen) | Höchstplatzierung, Gesamtwochen, AuszeichnungChartplatzierungen (Jahr, Titel, Platzierungen, Wochen, Auszeichnungen, Anmerkungen) | Anmerkungen                           |
| Jahr | Titel                            | DE | AT | CH | UK | US | Anmerkungen                           |
| ---- | -------------------------------- | --- | --- | --- | --- | --- | ------------------------------------- |
| 1986 | 1980–1985, The New Mix in One Go | DE20 Gold · (11 Wo.)DE | — | CH18 Gold · (4 Wo.)CH | — | — | Erstveröffentlichung: 30. März 1986   |
| 1995 | Hands on Yello                   | DE35 (13 Wo.)DE | — | — | — | — | Erstveröffentlichung: 20. März 1995   |
| 1999 | Eccentrix Remixes                | — | — | CH30 (6 Wo.)CH | — | — | Erstveröffentlichung: 24. Januar 1999 |

### EPs
- 1983: Live at The Roxy N.Y. Dec 83

## Singles
| Jahr | Titel Album                                               | Höchstplatzierung, Gesamtwochen, AuszeichnungChartplatzierungen (Jahr, Titel, Album, Platzierungen, Wochen, Auszeichnungen, Anmerkungen) | Höchstplatzierung, Gesamtwochen, AuszeichnungChartplatzierungen (Jahr, Titel, Album, Platzierungen, Wochen, Auszeichnungen, Anmerkungen) | Höchstplatzierung, Gesamtwochen, AuszeichnungChartplatzierungen (Jahr, Titel, Album, Platzierungen, Wochen, Auszeichnungen, Anmerkungen) | Höchstplatzierung, Gesamtwochen, AuszeichnungChartplatzierungen (Jahr, Titel, Album, Platzierungen, Wochen, Auszeichnungen, Anmerkungen) | Höchstplatzierung, Gesamtwochen, AuszeichnungChartplatzierungen (Jahr, Titel, Album, Platzierungen, Wochen, Auszeichnungen, Anmerkungen) | Anmerkungen                                                    |
| Jahr | Titel Album                                               | DE | AT | CH | UK | US | Anmerkungen                                                    |
| ---- | --------------------------------------------------------- | --- | --- | --- | --- | --- | -------------------------------------------------------------- |
| 1981 | Bostich (N’est pas) Solid Pleasure                        | DE— bDE | — | — | — | — | Erstveröffentlichung: 25. September 1981                       |
| 1983 | I Love You You Gotta Say Yes to Another Excess            | — | — | — | UK41 (7 Wo.)UK | — | Erstveröffentlichung: 23. Mai 1983                             |
| 1983 | Lost Again You Gotta Say Yes to Another Excess            | DE26 (11 Wo.)DE | — | CH10 (12 Wo.)CH | UK73 (4 Wo.)UK | — | Erstveröffentlichung: 31. Oktober 1983                         |
| 1985 | Vicious Games Stella                                      | DE15 (15 Wo.)DE | — | CH5 (10 Wo.)CH | — | — | Erstveröffentlichung: 10. März 1985                            |
| 1985 | Desire Stella                                             | DE16 (13 Wo.)DE | — | CH19 (5 Wo.)CH | — | — | Erstveröffentlichung: 11. Juni 1985                            |
| 1986 | Goldrush One Second                                       | DE20 (9 Wo.)DE | — | CH9 (8 Wo.)CH | UK54 (5 Wo.)UK | — | Erstveröffentlichung: 20. Juli 1986 mit Billy MacKenzie        |
| 1987 | Call It Love One Second                                   | DE14 (14 Wo.)DE | AT19 (4 Wo.)AT | CH6 (11 Wo.)CH | UK91 (2 Wo.)UK | — | Erstveröffentlichung: 22. März 1987                            |
| 1987 | The Rhythm Divine One Second                              | DE47 (5 Wo.)DE | AT19 (2 Wo.)AT | CH21 (5 Wo.)CH | UK54 (4 Wo.)UK | — | Erstveröffentlichung: 19. Juli 1987 mit Shirley Bassey         |
| 1987 | Oh Yeah Stella                                            | DE47 (6 Wo.)DE | — | — | — | US51 (11 Wo.)US | Erstveröffentlichung: 26. Oktober 1987                         |
| 1988 | The Race Flag                                             | DE4 (22 Wo.)DE | AT6 (20 Wo.)AT | CH8 (15 Wo.)CH | UK7 (14 Wo.)UK | — | Erstveröffentlichung: 29. Mai 1988                             |
| 1988 | Tied up Flag                                              | DE38 (7 Wo.)DE | — | — | UK60 (7 Wo.)UK | — | Erstveröffentlichung: 2. Januar 1989                           |
| 1989 | Of Course I’m Lying Flag                                  | DE48 (6 Wo.)DE | — | CH30 (1 Wo.)CH | UK23 (8 Wo.)UK | — | Erstveröffentlichung: 14. Mai 1989                             |
| 1989 | Blazing Saddles Flag                                      | DE78 (4 Wo.)DE | — | — | UK47 (2 Wo.)UK | — | Erstveröffentlichung: 9. Oktober 1989                          |
| 1991 | Rubberbandman Baby                                        | DE29 (12 Wo.)DE | — | CH9 (11 Wo.)CH | UK58 (2 Wo.)UK | — | Erstveröffentlichung: 2. Juni 1991                             |
| 1992 | Jungle Bill Baby                                          | — | — | CH15 (10 Wo.)CH | UK61 (2 Wo.)UK | — | Erstveröffentlichung: 30. August 1992                          |
| 1994 | Do It Zebra                                               | — | — | CH32 (5 Wo.)CH | — | — | Erstveröffentlichung: 24. April 1994                           |
| 1994 | How How Zebra                                             | DE96 (1 Wo.)DE | — | CH29 (7 Wo.)CH | UK59 (1 Wo.)UK | — | Erstveröffentlichung: 9. Oktober 1994                          |
| 1995 | Bostich Hands On Yello                                    | DE35 (8 Wo.)DE | — | CH27 (7 Wo.)CH | — | — | Erstveröffentlichung: 29. Januar 1995 WestBam’s Hands On Yello |
| 1995 | Jingle Bells Essential Christmas – The Singles Collection | — | — | CH34 (5 Wo.)CH | — | — | Erstveröffentlichung: 19. November 1995                        |
| 1997 | To the Sea Pocket Universe                                | DE83 (1 Wo.)DE | — | CH23 (9 Wo.)CH | — | — | Erstveröffentlichung: 2. Februar 1997 mit Stina Nordenstam     |
| 2003 | Planet Dada / The Race 2003 The Eye                       | — | — | CH75 (2 Wo.)CH | — | — | Erstveröffentlichung: 20. Oktober 2003                         |
| 2009 | Part Love Touch Yello                                     | — | — | CH15 (5 Wo.)CH | — | — | Erstveröffentlichung: 2. Oktober 2009 mit Heidi Happy          |

Weitere Singles
- 1979: I.T. Splash – Glue Head
- 1980: Bimbo
- 1980: Night Flanger
- 1981: Bostich / Temptation (mit The Mothmen)
- 1981: Pinball Cha Cha
- 1982: She’s Got a Gun
- 1982: Zensation
- 1983: You Gotta Say Yes to Another Excess
- 1983: Let Me Cry / Haunted House (A Message to Our Dancing Dreamers)
- 1983: Pumping Velvet / No More Words / Lost Again / Bostich (Extended Dance Versions)
- 1983: Heavy Whispers
- 1990: Unbelievable (Ford Fairlane – Rock ’n’ Roll Detective Soundtrack)
- 1991: Blender
- 1992: Who’s Gone?
- 1992: The Race / Bostich
- 1992: Oh Yeah / Get on the Funk Train (mit Munich Machine)
- 1993: Drive / Driven
- 1995: Jam & Spoon’s Hands on Yello – You Gotta Say Yes to Another Excess – Great Mission
- 1995: Tremendous Pain
- 1996: On Track (The Mixes)
- 1996: La Habanera – Hands on Yello (The Remixes)
- 1998: Vicious Games (Hardfloor Edition) (vs. Hardfloor)
- 1999: Squeeze Please
- 2004: Base for Alec
- 2006: Oh Yeah ’Oh Six

## Videoalben
- 1989: The Race (Video Remix Contest)
- 1990: Tied up
- 1990: Video Press Kit
- 2009: Touch Yello (Limited-Edition)
- 2010: Yello by Yello – The Singles Collection 1980–2010 (Limited-Edition)
- 2017: Live in Berlin

## Boxsets
- 1998: Yello – The 12" Collection
- 1999: Yello – The CD Single Collection
- 2005: Yello Remaster Series
- 2010: Yello by Yello – The Anthology

## Statistik

### Chartauswertung
|                     | DE     | AT    | CH     | UK    | US    |
| ------------------- | ------ | ----- | ------ | ----- | ----- |
| Nummer-eins-Alben   | DE—DE  | AT1AT | CH4CH  | UK—UK | US—US |
| Top-10-Alben        | DE6DE  | AT3AT | CH10CH | UK—UK | US—US |
| Alben in den Charts | DE18DE | AT9AT | CH17CH | UK6UK | US3US |

|                       | DE     | AT    | CH     | UK     | US    |
| --------------------- | ------ | ----- | ------ | ------ | ----- |
| Nummer-eins-Singles   | DE—DE  | AT—AT | CH—CH  | UK—UK  | US—US |
| Top-10-Singles        | DE1DE  | AT1AT | CH6CH  | UK1UK  | US—US |
| Singles in den Charts | DE15DE | AT3AT | CH17CH | UK12UK | US1US |

### Auszeichnungen für Musikverkäufe
| Goldene Schallplatte - Neuseeland - 1987: für das Album 1980–1985, The New Mix in One Go - 1989: für das Album Flag - Norwegen - 1994: für das Album Essential - Russland - 2010: für das Album Touch Yello |

Anmerkung: Auszeichnungen in Ländern aus den Charttabellen bzw. Chartboxen sind in ebendiesen zu finden.
| Land/RegionAuszeichnungen für Musikverkäufe (Land/Region, Auszeichnungen, Verkäufe, Quellen) | Silber  | Gold       | Platin  | Verkäufe | Quellen                                                    |
| -------------------------------------------------------------------------------------------- | ------- | ---------- | ------- | -------- | ---------------------------------------------------------- |
| Deutschland (BVMI)                                                                           | —       | 3× Gold3   | —       | 750.000  | musikindustrie.de                                          |
| Neuseeland (RMNZ)                                                                            | —       | 2× Gold2   | —       | 20.000   | Einzelnachweise                                            |
| Norwegen (IFPI)                                                                              | —       | Gold1      | —       | 25.000   | ifpi.no (Memento vom 5. November 2012 im Internet Archive) |
| Österreich (IFPI)                                                                            | —       | Gold1      | —       | 25.000   | ifpi.at                                                    |
| Russland (NFPF)                                                                              | —       | Gold1      | —       | 10.000   | RMI Report 2010 (PDF)                                      |
| Schweiz (IFPI)                                                                               | —       | 3× Gold3   | Platin1 | 115.000  | hitparade.ch                                               |
| Vereinigtes Königreich (BPI)                                                                 | Silber1 | —          | —       | 60.000   | bpi.co.uk                                                  |
| Insgesamt                                                                                    | Silber1 | 11× Gold11 | Platin1 |          |                                                            |